# Carex muricata
Espèce
Classification phylogénétique
Carex muricata est une espèce de plantes du genre Carex et de la famille des Cyperaceae.